# Brownlowia cuspidata
Brownlowia cuspidata är en malvaväxtart som beskrevs av Richard Thomas. Lowe och Jean Baptiste Louis Pierre. Brownlowia cuspidata ingår i släktet Brownlowia och familjen malvaväxter. Inga underarter finns listade i Catalogue of Life.